# Poncijski otoci
Poncijski otoci su otočje u Tirenskom moru uz obalu regije Lacij, u Italiji. 

## Geografija
Otoci su zajednički nazvani po najvećem otoku u skupini, Ponzi. Ostali otoci u otočju su Palmarola, Zannone i Gavi na sjeverozapadu, te Ventotene i Santo Stefano na jugoistoku. Ove dvije skupine međusobno su odvojene 41 km. Od Sabaudia-Cape Circeo poluotoka do Zannone udaljenost je 22 km, dok je Ventotene okrenut prema gradu Gaeti na obali, koji je udaljen 21 milju. Najmanja udaljenost između Santo Stefana i otoka Ischia je 41 km. U antičko doba zvali su ih Pontije (Πόντιαι).
Ponza i Ventotene su naseljeni, ali manji otoci nisu, s ukupnom populacijom na otočju od 4066 stanovnika od 2009. godine. Ventotene i Santo Stefano su kopnena i morska zaštićena područja pod nadzorom talijanske države.
Trenutno ih maleni vinogradi, divlje bilje i cvijeće te skrovite plaže i grote čine popularnim turističkim odredištem.

## Povijest
Otočje je vulkanskog porijekla i naseljen je tisućama godina. Na otocima su iskopani neolitski artefakti i opsidijani iz brončanog doba. Otoke su koristili Etruščani koji su isklesali "Plave pećine". Najranija zabilježena povijest otoka javlja se s rimskom pobjedom nad Volscima 338. pr. Kr. Prema lokalnoj legendi, to je nekoć bila izgubljena Kraljevina Tirenija koja je potonula s uskim pojasom spojenim s kopnom Italije.
Tijekom vladavine rimskog cara Augusta potaknuta je stambena ekspanzija na otocima i ljudi su se proširili od Ponze do Ventotenea. Rim je koristio dva otoka kao utočište i mjesto za protjerivanje politički problematičnih građana. Oko dvije tisuće godina kasnije otoke je iz istog razloga koristio fašistički režim. Agripinu Mlađu, majku budućeg rimskog cara, Nerona, protjerao je na Pontinske otoke njezin brat, tadašnji rimski car, Kaligula, 39. godine nove ere, prije nego što je progonstvo ukinuo njezin ujak, car Klaudije nakon njegova nasljeđivanja. Svrgnuti papa Silverije tamo je prognan 537. malo prije smrti.
Pontine su napuštene tijekom srednjeg vijeka nakon napada Saracena i gusara. Tijekom 18. stoljeća, Napuljsko Kraljevstvo ponovno je koloniziralo otoke, a oni su kasnije postali dio Kraljevine Italije.

## Vanjske poveznice
|  | Zajednički poslužitelj ima još gradiva o temi Poncijski otoci |